# Xanthopimpla laticeps
Xanthopimpla laticeps är en stekelart som beskrevs av Henry Keith Townes, Jr. och Chiu 1970. Xanthopimpla laticeps ingår i släktet Xanthopimpla och familjen brokparasitsteklar.

## Underarter
Arten delas in i följande underarter:
- X. l. mitigata
- X. l. liturata